# Джоан Плантагенет (кралица на Шотландия)
Джоан (Жана) Плантагенет (на английски: Joan Plantagenet) е английска принцеса и кралица на Шотландия – съпруга на шотландския крал Дейвид II.

## Произход и брак
Родена е в лондонския Тауър на 5 юли 1321 г. Тя е най-малката дъщеря на английския крал Едуард II и на френската принцеса Изабела Вълчицата. Заради факта, че е родена в Тауър, Джоан остава известна като Джоан Тауърска (на английски: Joan of The Tower).
В съответствие с договора от Нортхемптън, на 17 юли 1328 г. Джоан е омъжена за наследника на шотландския престол Дейвид – син на шотландския крал Робърт I Брус. По това време принцесата е на 7 години, а съпругът ѝ на 4.

## Кралица на Шотландия
Дейвид II става крал на 7 юни 1329 г., когато умира крал Робърт I. Дейвид и Джоан са короновни заедно в Скоун на 24 ноември същата година.
Тъй като съпругът на Джоан е малотен, от негово име управлява регентски съвет, който води продължителна борба срещу силите на претендентите за престола от рода Балиол, подкрепяни от англичаните. След победата на англичаните и тяхното протеже Едуард Балиол при Хелидън Хил през юли 1333 г. Дейвид II и Джоан са евакуирани от Шотландия и отплават за Франция, където пристигат в Булон на 14 май 1334 г. Във Франция крал Филип VI, който е роднина на Джоан, оказва топъл прием на шотландската кралска двойка. За живота им във Франция не се знае нищо, освен че френският крал им предоставя Шато Гаяр за резиденция и че Дейвид II присъства на кървавата битка между английските и френските войски при Бюронфорс през октомври 1334 г.
Джоан се завръща в Шотландия заедно със съпруга си едва през 1341 г., след като привържениците на Дейвид успяват да се наложат окончателно в страната. След завръщането им в Шотландия Дейвид II започва да управлява самостоятелно. Той обаче е пленен от англичаните в битката при Невилс Крос на 17 октомври 1346 г. и е отведен в Англия, където остава да живее в плен в продължение на единадесет години. През това време крал Едуард III позволява на сестра си да посещава съпруга си в Тауър, но тя така и не успява да забременее от Дейвид II.
През 1357 г. шотландският крал е освободен срещу задължението да плати огромен откуп за свободата си. Джоан обаче не се завръща със съпруга си в Шотландия и остава в Англия до края на живота си.
Тя умира на 7 септември 1362 г. в замъка Хартфорд, в Хартфордшър. Погребана е в църквата Крайст чърч в Лондон. След смъртта ѝ Дейвид II се жени повторно за Маргарет Дръмонд.